# Тижани Белаид
Тижани Белаид (на арабски език - تيجاني بلعيد) е тунизийски футболист, полузащитник.

## Кариера
През 2004 г. подписва с резервния отбор на Интер. Дебютира в Серия А в последния кръг от сезон 2004/2005 срещу Реджина. Неговият по-малък брат - Аймен Белаид също е футболист.

### Славия Прага
През януари 2007 г. е даден под наем на ПСВ Айнджовен, но не успява да запише минути. През лятото на 2007 г. следва нов период под наем, но в чешкия Славия (Прага). С чешкия тим Белаид отбелязва гол в груповата фаза на Шампионската лига на 19 септември 2007 г. През октомври е пратен да тренира с юношите поради проблеми с дисциплината. През януари 2008 г. по време на подготовка с националния отбор на Тунис за купата на африканските нации, Белаид претърпява катастрофа, в която загиват трима души. Прекарва няколко дни в ареста като съда го признава за невинен. Приключва сезон 2007/2008 с 15 мача и 4 гола за Славия Прага. Веднага след края на сезона чехите се възползват от опцията за закупуване и привличат Тижани за постоянно, като остава в тима до 2011 г.

### Хъл Сити
На 17 януари 2011 г. е поканен на пробен период в Хъл Сити, който е в Чемпиъншип. Подписва договор до края на сезон с опция за продължаване за още 2 години. Дебютира на 1 февруари 2011 г. срещу Лийдс Юнайтед. На 10 май 2011 г. след края на сезона е съобщено, че Белаид заедно с още няколко футболиста е освободен.

### Апоел Никозия
На 31 август 2011 г. Белаид подписва договор за 2 години с шампиона на Кипър и участник в шампионската лига Апоел (Никозия). Дебютира на 15 октомври срещу АЕЛ Лимасол като резерва. Играе срещу Шахтьор Донецк при загубата с 0:2 в груповата фаза на шампионска лига. През януари 2012 г. договора му е прекратен.

### Унион Берлин
В края на януари 2012 г. подписва с Унион Берлин до декември същата година, когато напуска.

## Статистика по сезони[6]
| Сезон   | Отбор          | Първенство | Мачове | Голове |
| ------- | -------------- | ---------- | ------ | ------ |
| 2013/14 | Локомотив (Пд) | А група    | 6      | 1      |